# Phyllocycla hamata
Phyllocycla hamata är en trollsländeart som beskrevs av Belle 1990. Phyllocycla hamata ingår i släktet Phyllocycla och familjen flodtrollsländor. Inga underarter finns listade i Catalogue of Life.